# Brněnský jazykový ostrov
Brněnský jazykový ostrov je část území dnešního města Brna (Brünn) a jeho okolí, která byla osídlena německy mluvícím obyvatelstvem, a to od středověku až do vysídlení Němců z Československa po druhé světové válce. Vychází se tedy z obecného vnímání pojmu „jazykový ostrov“ jako označení oblasti, ve které se převážně používá jeden jazyk, a která se celá nachází uvnitř oblasti, ve které se převážně používá jiný jazyk.

## Vymezení
Německé osídlení Brněnska vytvořilo relativně kompaktní celek, kromě vlastního Brna a malé osady Kamenný Mlýn (Steinmühl) do něj patřily zejména obce na jih od centra města – Brněnské Ivanovice (Nennowitz), Černovice (Czernowitz), Dolní (Unter-) a Horní Heršpice (Ober Gerspitz), Komárov (Kumrowitz), Přízřenice (Priesenitz), Modřice (Mödritz), Moravany (Morbes) a Želešice (Schöllschitz). Na tomto území žilo v roce 1910 celkem 140 tisíc obyvatel, z toho 93 tisíc se hlásilo k německé obcovací řeči (66 %).
Původní převahu a význam brněnské němčiny ale potlačil vznik Československé republiky a vytvoření Velkého Brna, v něm například k roku 1930 žilo celkem 265 tisíc obyvatel, z toho bylo 200 tisíc Čechů (75 %) a 52 tisíc Němců (20 %). Vnitřní Brno pak mělo 146 tisíc obyvatel, z toho 95 tisíc Čechů (65 %) a 42 tisíc Němců (29 %).
Území bylo zcela obklopeno českými obcemi (proto „ostrov“), nicméně na jihozápadě bylo téměř propojeno s oblastí kontinuálního německého osídlení na jihu Moravy.

## Historie
V minulosti lze vystopovat osídlení brněnského jazykového ostrova Němci v souvislosti s takzvanou vnitřní kolonizací, přibližně v období od konce 12. století a průběžně i ve 13. století, zejména v době vlády Václava I. V Brně, které bylo tehdy jedním z center přemyslovské moci na Moravě, se začali usazovat kolonisté především ze Švábska a jihu Německa obecně. Do Brna přinesli své zvyky, ale i například německé švábské právo, které později vytvořilo brněnské městské právo, které bylo pokládáno za jeden z nejlepších systémů městského práva v českých zemích a bylo uznáváno i ve svém inspirativním rodišti – jihu Německa, kde leží původ v tzv. Švábském zrcadle. Mimo to přinesli němečtí osadníci i řemeslné postupy a moderní poznatky z vyspělejších zemí na západ od českých zemí. Také díky nim bylo Brno i v době husitských válek věrné katolicismu a císaři Zikmundovi. Další, tzv. „druhá“ kolonizační vlna z německých zemí přichází do brněnského regionu zejména po třicetileté válce, aby nahradila úbytek obyvatelstva, jenž byl způsoben nucenou emigrací z regionu následkem rekatolizace po porážce stavovského povstání na Bílé hoře. 
Již za první světové války se objevily první výraznější rozpory mezi Čechy a Němci a tento již významný projev prohlubujících se rozporů mezi česky a německy mluvícím obyvatelstvem se později naplno projevil ve 30. letech 20. století v souvislosti s nástupem nacistického hnutí v Německu a nástupu Hitlera k moci. Po porážce hitlerovského Německa ve druhé světové válce se osud českých i moravských Němců stal nevyhnutelným. O odsunu Němců z Československa se rozhodlo na Postupimské konferenci v červnu 1945, ale rozhodnotí předcházel tzv. divoký odsun, který prováděla převážně československá armáda a revoluční gardy. Divokému vysídlování se nevyhnuly různé větší či menší excesy. Ačkoli se odsun nevztahoval na všechny německy mluvící skupiny obyvatelstva, z praktického hlediska došlo k jejich téměř úplnému vysídlení.
Pokud se pominou excesy v počátku odsunu, šlo o relativně organizovaný jev, v rámci možností státních institucí po skončení druhé světové války a odsuny byly řízeny podle „Směrnic k provádění soustavného odsunu Němců z území ČSR“, vydaných tehdejším ministerstvem vnitra. Došlo tak k vysídlení drtivé většiny německých obyvatel do Rakouska a spolkových zemí v Německu. Samo vysídlení brněnských Němců do Rakouska v květnu 1945 je známo jako Brněnský pochod smrti. Tím bylo město etnicky vyčištěno, ale ztratilo jednu ze svých tváří, které jej formovaly po stovky let a byly i ku prospěchu věci.

## Odkaz
Z řad brněnských Němců vzešla nejedna osobnost světového jména, například matematik Kurt Gödel, architekt Adolf Loos, fyzik Ernst Mach nebo zakladatel genetiky Gregor Mendel (který byl ovšem původem odjinud). Z Brna také pocházelo velké množství německých podnikatelů. I když byli Němci na konci války vnímáni velmi negativně a jakékoli jejich zásluhy byly zamlčovány, pro kulturní, průmyslový a architektonický rozvoj města Brna měli zásadní význam.